# Cincinnati Bengals 1977
La stagione 1977 dei Cincinnati Bengals è stata l'ottava della franchigia nella National Football League, la decima complessiva. Il running back al secondo anno Archie Griffin faticò ad adattarsi alla NFL, correndo solo 549 yard e non segnando alcun touchdown. Una sconfitta nell'ultimo turno contro Houston costò ai Bengals un posto nei playoff. La squadra terminò con un record di 8-6.

## Roster
| Roster dei Cincinnati Bengals nel 1977 |
| --- |
| Quarterback - 11 John Reaves - 14 Ken Anderson - 15 Mike Wells Running Back - 27 John Perales - 30 Willie Shelby - 36 Lenvil Elliott - 35 Tony Davis - 42 Boobie Clark - 45 Archie Griffin - 46 Pete Johnson FB Wide Receiver - 82 Billy Brooks - 83 Steve Holden - 85 Isaac Curtis - 86 John McDaniel Tight End - 81 Jim Corbett - 84 Bob Trumpy - 88 Rick Walker - 89 Mike Cobb Offensive Linemen - 54 Bob Johnson C - 62 Dave Lapham G - 63 Greg Fairchild G - 64 John Shinners G - 71 Rufus Mayes T - 72 Ron Hunt T - 74 Glenn Bujnoch G - 76 Vernon Holland T Defensive Linemen - 67 Gary Burley DE - 73 Eddie Edwards DE - 75 Wilson Whitley DT - 78 Walter Johnson DT - 79 Coy Bacon DE - 80 Ken Johnson DE Linebacker - 50 Glenn Cameron - 51 Chris Devlin - 53 Bo Harris - 55 Jim LeClair - 57 Reggie Williams - 59 Ray Phillips - 60 Ron Pritchard Defensive Back - 13 Ken Riley CB - 20 Lemar Parrish CB - 21 Melvin Morgan CB - 24 Marvin Cobb S - 31 Jerry Anderson S - 32 Scott Perry CB - 37 Tommy Casanova S Special Team - 10 Chris Bahr K - 87 Pat McInally P |
| Legenda - I rookie sono in corsivo. - Il primo ruolo è il principale mentre gli eventuali successivi indicano i ruoli secondari. - (IR) sta per Injured Reserve ed indica la lista ristretta per un solo giocatore infortunato che può tornare ad allenarsi dopo la settimana 6 e a rientrare in prima squadra dopo che questa ha giocato 8 partite. - (NF-Inj.) / (NF-Ill.) stanno rispettivamente per Non-Football Injured e Non-Football Illness ed indicano le liste dove viene inserito un giocatore che ha un infortunio o una malattia non dipendente dal football americano. - (PUP) sta per Physically Unable to Perform ed indica la lista dove viene inserito un giocatore mentre è in attesa di recuperare la condizione fisica. Nella stagione regolare dopo la sesta partita giocata dalla propria squadra, il giocatore ha tempo tre settimane per riprendere ad allenarsi, più tre settimane aggiuntive dal suo rientro agli allenamenti per rientrare in prima squadra.                                                                                        |

## Calendario
| Stagione regolare |              |                        |               |        |                             |         |
| Turno             | Data         | Avversario             | Risultato     | Record | Stadio                      | Sintesi |
| 1                 | 18 settembre | Cleveland Browns       | S 3–13        | 0–1    | Riverfront Stadium          | 52,847  |
| 2                 | 25 settembre | Seattle Seahawks       | V 42–20       | 1–1    | Riverfront Stadium          | 45,579  |
| 3                 | 2 ottobre    | at San Diego Chargers  | S 3–24        | 1–2    | San Diego Stadium           | 40,352  |
| 4                 | 9 ottobre    | at Green Bay Packers   | V 17–7        | 2–2    | Milwaukee County Stadium    | 53,653  |
| 5                 | 17 ottobre   | at Pittsburgh Steelers | S 14–20       | 2–3    | Three Rivers Stadium        | 47,950  |
| 6                 | 23 ottobre   | Denver Broncos         | S 13–24       | 2–4    | Riverfront Stadium          | 54,395  |
| 7                 | 30 ottobre   | Houston Oilers         | V 13–10 (DTS) | 3–4    | Riverfront Stadium          | 53,194  |
| 8                 | 6 novembre   | at Cleveland Browns    | V 10–7        | 4–4    | Cleveland Municipal Stadium | 81,932  |
| 9                 | 13 novembre  | at Minnesota Vikings   | S 10–42       | 4–5    | Metropolitan Stadium        | 45,371  |
| 10                | 20 novembre  | Miami Dolphins         | V 23–17       | 5–5    | Riverfront Stadium          | 46,733  |
| 11                | 27 novembre  | New York Giants        | V 30–13       | 6–5    | Riverfront Stadium          | 32,705  |
| 12                | 4 dicembre   | at Kansas City Chiefs  | V 27–7        | 7–5    | Arrowhead Stadium           | 38,488  |
| 13                | 10 dicembre  | Pittsburgh Steelers    | V 17–10       | 8–5    | Riverfront Stadium          | 36,133  |
| 14                | 18 dicembre  | at Houston Oilers      | S 16–21       | 8–6    | Astrodome                   | 46,212  |

Note
- Gli avversari della propria division sono in grassetto.

## Classifiche
| AFC Central Division   |   |   |   |      |     |      |     |     |     |
|                        | V | S | P | %    | DIV | CONF | PF  | PS  | STR |
| Pittsburgh Steelers(3) | 9 | 5 | 0 | .643 | 4–2 | 7–5  | 276 | 243 | V1  |
| Houston Oilers         | 8 | 6 | 0 | .571 | 3–3 | 6–6  | 299 | 230 | V2  |
| Cincinnati Bengals     | 8 | 6 | 0 | .571 | 3–3 | 6–5  | 238 | 235 | S1  |
| Cleveland Browns       | 6 | 8 | 0 | .429 | 2–4 | 5–7  | 269 | 267 | S4  |